# Телеуты

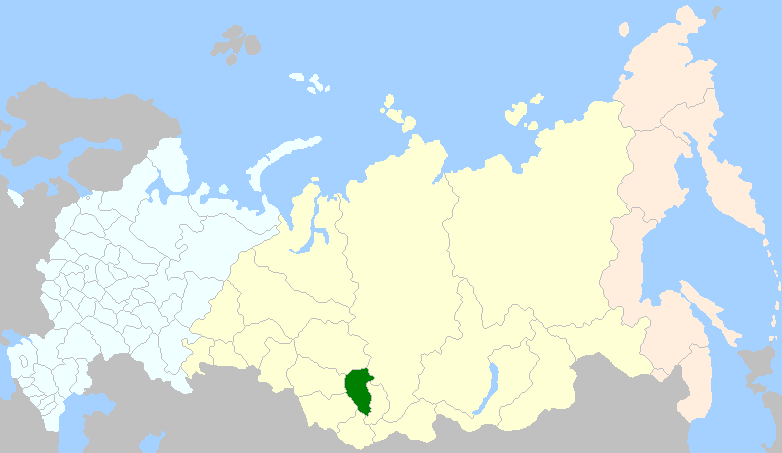
Кемеровская область — основной регион телеутов

Телеуты (самоназвание: телеҥет, тадар, байат-пачат) — тюркский коренной малочисленный народ в России, ведущий своё происхождение от тюркоязычного кочевого населения юга Западной Сибири.
Язык и культура телеутов тесно связаны с языком и культурой алтайцев, этнотерриториальной группой которых они официально считались до 1993 года. Современные телеуты компактно проживают в южных районах Кемеровской области.
У телеутов определены Y-хромосомные гаплогруппы R1a1 (55,3 %), C3xM77, N1c1, R1b*, R1b3, I, J.

## Численность и расселение

Расселение телеутов в СФО по городским и сельским поселениям в %, перепись 2010 г.

Численность в России составляет 2643 человека (2010), из них в Кемеровской области — 2520 чел.
Телеуты являются преимущественно сельскими жителями. Около двух тысяч человек живут в сёлах Беково, Челухоево, деревнях Верховская, Шанда, селе Новобачаты на территории Беловского и Гурьевского муниципальных районов. Это так называемые «бачатские телеуты», живущие по рекам Большой и Малый Бачат (бассейн Оби). Также телеуты живут в Новокузнецком муниципальном районе Кемеровской области и Шебалинском муниципальном районе Республики Алтай.
Численность телеутов в населённых пунктах в 2002 году:
- Кемеровская область:
  - село Челухоево — 505 человек;
  - город Белово — 438 человек;
  - город Новокузнецк — 303 человека;
  - село Беково — 273 человека;
  - деревня Верховская — 194 человека;
  - деревня Шанда — 177 человек;
  - село Новобачаты — 140 человек;
  - село Заречное — 136 человек.

## Язык
Телеутский язык относится к киргизско-кыпчакским (хакасским) языкам тюркской группы алтайской языковой семьи как отдельный язык или, по другой классификации, является диалектом южно-алтайского (собственно алтайского) языка. В последнем случае он распространён не только в Кемеровской области, но и в Республике Алтай (Шебалинский муниципальный район, вдоль реки Катуни и её притока реки Семы) и Алтайском крае. По официальным данным 2010 года, телеутским языком в России владели 975 человек (около 37 % телеутов). В то же время, практически все телеуты владеют русским языком.

## История
Этноним телеут, равно как и теленгит и тёлёс, восходит к древнетюркскому этнониму теле. История народа теле прослеживается с раннего Средневековья. В 391 году они были покорены табгачами, в 403-м — жужанями. В 480-х годах теле удалось добиться военных успехов (взятие Гаочана, разорение Юэбани) и создать союзное китайцам государство Гаогюй, но вскоре оно распалось, и теле были побеждены эфталитами. В начале VI века теле во главе с князьями Мивоту и Ифу с переменным успехом вели войны с жужанями, убили хана Футу, однако около 550 года были покорены тюркютами и стали подданными Тюркского, а позднее Восточно-тюркского каганатов.
С 930 по 1207 год телеуты не входили ни в какие военно-политические союзы и, по всей видимости, были предоставлены сами себе. Об этом периоде времени, жизни и деятельности телеутов не имеется достоверных исторических сведений. В своей работе «Древние тюрки» Л. Н. Гумилёв, ссылаясь на источник «Юань-чао ми-ши», сообщает, что телеуты «упоминаются в числе суверенных племён, покорённых в 1207 году Джучи-ханом». С этого времени на несколько веков они оказались в орбите влияния монголов. После распада империи Чингис-хана в XIII веке на несколько улусов телеуты оказались в улусе Угэдея, затем вошли в состав Ойратского ханства и вновь обрели независимость лишь в XVI веке, с ослаблением гегемонии ойратских ханов в Средней Азии. Степень этой независимости и централизации телеутских родов остаётся в литературе дискуссионным вопросом.

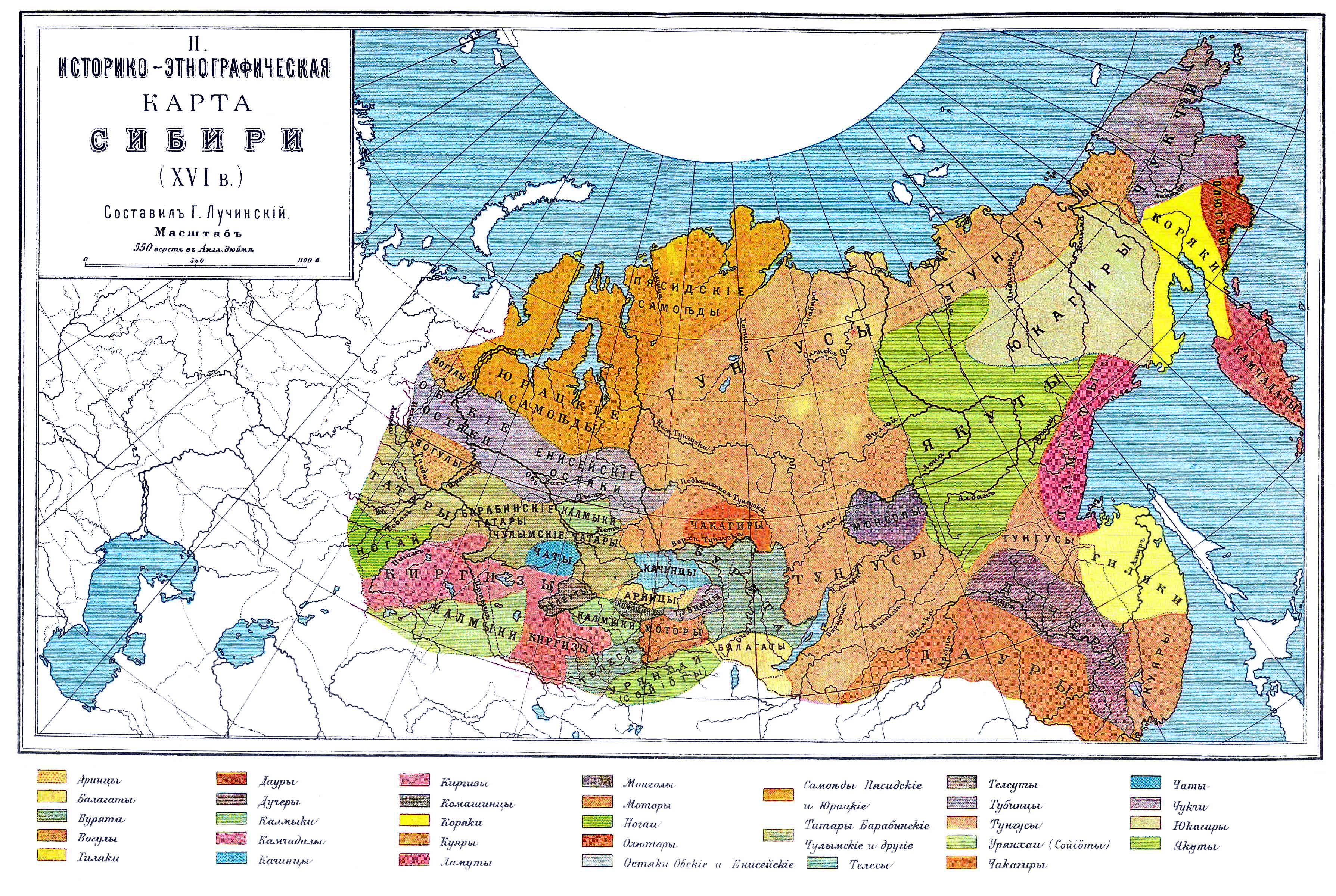
Телеуты в XVI веке на карте Г. Лучинского

В XVI—XVIII веках телеуты кочевали в Верхнем Приобье и предгорьях Алтая, по обеим сторонам Оби. Таким образом, Телеутская землица включала в себя основной массив земель между рекой Иртыш на западе и рекой Томь на востоке в верхнем и среднем течении. Судя по более поздним письменным источникам и свидетельствам путешественников, посещавших Сибирь, телеуты занимались полукочевым скотоводством, которое сочеталось с присваивающими формами хозяйства: охотой (что подтверждают находки костей животных в местах стоянок), собирательством и рыбной ловлей. Известно им было земледелие, хотя и примитивное. К XVII столетию, ко времени прихода русских в Сибирь, у телеутов сложились патриархально-феодальные отношения. Более сильные племена не только оттесняли и поглощали слабые, но в ряде случаев покоряли их с целью получения дани. Телеуты также имели зависимое от них население кыштымов. У них были рабы, захваченные во время столкновений с соседями.
В русских письменных источниках телеуты под именем белых калмыков впервые упоминаются в 1601 году. Это название отличало тюркоязычных степняков от их союзников — монголоязычных ойратов, которых русские обозначали как чёрных калмыков. Впрочем, необоснованное обозначение ойратов и телеутов одним термином — «калмыки» — вызывало возражения уже у Герхарда Фридриха Миллера. В своём «Описании Томского уезда Тобольской провинции в Сибири в нынешнем его положении, в октябре 1734 года» историограф отмечает:
Это, конечно, верно, что теленгуты гораздо белее и красивее на вид, чем собственно калмыки, только на мой взгляд это как раз является доказательством того, что их не следует считать одним народом. К этому следует добавить, что они как в языке, так и во всём образе жизни и религии отличны от калмыков и сами калмыки не признают их своими родственниками.
На протяжении XVII в. телеуты всё больше вовлекались во взаимодействие с русскими властями Сибири, некоторые роды приняли русское подданство и откочевали на север, под защиту Томского острога (эта группа выезжих телеутов была со временем ассимилирована сибирскими татарами и составляет ныне отдельную этнотерриториальную группу татар-калмаков). Тем не менее долгое время телеутская феодально-племенная знать, за спиной которой стояла Джунгария, оставалась главным противником русских властей в Верхнеобье и в Горном Алтае. Телеутская землица на протяжении всего XVII в. играла роль своеобразного буфера между русскими уездами и владениями чёрных калмыков (западных монголов). До 1680-х годов телеутские князья из дома Абаковичей (сам Абак, его сын Кока и внук Табун), лавируя между Россией и Джунгарией, ухитрялись сохранять независимость или значительную самостоятельность и даже в той или иной степени подчиняли себе другие алтайские племена, облагая их данью (алманом). Телеутская знать упорно старалась сохранить свою монополию на эксплуатацию всего алтайского населения, поэтому всячески противодействовала проникновению русских в районы Верхнего Приобья и Горного Алтая. Известный археологический памятник Чёртово городище в Новосибирске, по мнению краеведов, представляет собой следы пограничного укрепления самих телеутов или зависимых от них чатских татар на так называемой телеутской меже, разделявшей сферы влияния русских и кочевников.
С начала XVIII века большая часть телеутов кочевала в пределах Джунгарии. К 1760-м годам в силу ряда разрушительных внутренних и внешних причин, решающей из которых стала война Джунгарии и Китая, улусное объединение телеутов окончательно распалось, телеуты оказались рассеянными. В одних случаях они полностью растворились в иноэтнической среде, в других послужили важным компонентом в формировании новых этнических общностей. По мнению Л. П. Потапова, телеутам принадлежит исключительная роль в этногенетическом формировании всех групп алтайцев, как северных, так и южных.
В 1860-х годах телеуты делились на племена ак-киштымов и собственно телеутов и занимали обширное пространство по течению Кондомы, ниже этой реки по Томи, а также в бассейне Чумыша. С этих территорий они мигрировали с XVIII и до начала XX века в Бийский округ, где заселяли долину Катуни в нижнем течении вплоть до реки Маймы. Ак-киштымы включали в себя следующие роды: тёрт-асы, джоты (чооты), анг и чунгус; а собственно телеуты разделялись на такие роды как торо, меркит, очу, ак-тумат, кыпчак, сарт, чорос, мундус, торгуя, телес, найман, парат, тодош, чалман.

### Этнические связи телеутов с монголами
Известно, что телеуты, в отношении которых использовался термин «калмак», входили в состав Джунгарского ханства. Телеуты ранее были известны как «белые калмыки», а их соседи джунгары как «чёрные калмыки». При этом в состав телеутов влилась часть джунгарских (ойратских) и других монгольских родов: чорос, ойрот, дербет, меркит, тумат (ак-тумат, кара-тумат), найман (майман).
Телеуты традиционно считаются потомками древних тюркоязычных телесских племён (динлин, гаогюй). В этногенетическом плане древние племена теле сопоставляются Л. П. Потаповым с телеутами, теленгитами и телесами.
При этом существует мнение о монгольском происхождении племён теле. Согласно Н. Я. Бичурину, динлины (дили) и гаогюй имели монгольское происхождение. По его мнению, гаогюй вначале прозывались дили и позже были прозваны гаогюйскими динлинами. А. С. Шабалов полагает, что телеуты и их предшественники дили и гаогюй первоначально говорили на разновидности монгольского языка.

## Культура и религия
Православные, сохраняются традиционные верования.
По культуре близки теленгитам и хакасам.
Согласно этнографическим исследованиям, в древности телеуты практиковали обряд воздушного погребения, который встречается у многих народов.